# Eupithecia viperea
Eupithecia viperea är en fjärilsart som beskrevs av William Schaus 1913. Eupithecia viperea ingår i släktet Eupithecia och familjen mätare. Inga underarter finns listade i Catalogue of Life.